# ولید محبوب
ولید محبوب (انگلیسی: Waleed Mahboob؛ زادهٔ ۲۱ دسامبر ۱۹۸۵) یک ورزشکار اهل عربستان سعودی است.
از باشگاه‌هایی که در آن بازی کرده‌است می‌توان به باشگاه فوتبال الوحده عربستان سعودی، باشگاه فوتبال الانصار عربستان سعودی، باشگاه فوتبال الاتفاق عربستان سعودی، و باشگاه فوتبال الوحده عربستان سعودی اشاره کرد.